# 詹宏志
詹宏志（1956年3月12日—）是臺灣基隆人，但在基隆的日子不久，因為父親失業，導致舉家搬到南投，所以出生地為南投縣草屯鎮，畢業於國立臺灣大學經濟系的作家、編輯、電影製片、《數位時代》（後來擴展為巨思媒體集團）發行人及PChome Online網路家庭出版集團和城邦文化創業 廿一世紀數位科技股份有限公司 企業家。
曾任台灣許多出版及資訊相關產業協會的董事及理監事職及台北市雜誌商業同業公會理事長、中華民國總統府國策顧問、中華民國無任所大使。

## 生平

### 早年求學
詹宏志從小喜愛閱讀，國小畢業後將故鄉第一間民眾設立的小型圖書館全部三、四個書櫃的圖書讀完。後來姐姐常幫草屯的地方書店─三省堂書店的老闆從臺中帶書回來，要在第二天一早把書放到書店中。 不論姐姐在當天多晚回家，詹宏志都會儘量強迫自己在一晚看完所有的書，不管十本、二十本…「就算有二十萬本，我都要在一夜間看完，因為你不看，第二天書就走了！」詹宏志常看到兩眼紅腫流淚，但他樂此不疲，也因此訓練出過人的閱讀能力。
上初中後，常出入學校圖書館，甚至館員許可詹宏志隨意進出，不限借書數量。有次詹宏志發現澳洲免費贈閱的英文基督教傳道刊物，寫了一封英文信函索。每月會收到三十多頁的英文雜誌，也將每頁閱讀甚至背誦，鍛煉英語閱讀能力。
高中考上台中一中，大學第一志願本來是政治系，結果以更高的分數考上台灣大學經濟系。因為家境清寒，需要和考上交通大學的哥哥平分一條舊被，拿著半床棉被北上讀書。從此開始半工半讀生活，不再向家中拿錢，他因此體認到：「如果要求不高，生存並不那麼困難。」
考上大學之後，詹宏志對各種打工機會十分關心，除了兼家教外。因著參加一次救國團編輯營的打工機會，除了照料參加營隊高中校刊主編們的生活起居之外，還有機會參加海報設計的工作，詹宏志把這個營隊海報設計的例行工作變成自己的創作實驗。詹宏志的美工實驗吸引了當時中國青年寫作協會《幼獅文藝》編輯瘂弦的注意。後來，瘂弦負責籌辦一場國際性的文學盛會，包括諾貝爾文學獎得主川端康成。瘂弦請詹宏志擔任大會的美術設計，並幫他向台大請了一個月的公假。之後詹宏志便到《幼獅文藝》兼差美術編輯，待遇比家教還好。有一次一位作家心血來潮，畫了幾幅畫希望能被刊登。《幼獅文藝》以文字為主，主編頗感為難，他試探性地問詹宏志有什麼看法？詹宏志回答：「一般是先有文字，然後幫文字配插畫；那麼，何不顛倒過來，幫這些畫配上文字？」隨後詹宏志替圖畫配上文字，主編大為讚賞，於是又在《幼獅文藝》得到文字編輯的工作機會。
詹宏志因家境關係，必須及早自立，把握住每一個機會，全力以赴。詹宏志台中一中的同班同學，高檢署檢察官陳瑞仁評價詹宏志為：「在逆境中求上進的人。」「詹宏志讀大學時因身體不適心臟開刀，差點休學，結果還是撐過去。」

### 報社工作
詹宏志大學畢業後，先後加入聯合報系及中國時報系工作，並有機會調到《美洲中國時報》擔任藝文組主任。詹宏志在紐約工作，開始有機會以國際觀點看台灣事務。

### 個人創業
返國後加入唱片、電視、出版、雜誌、電影監製及企劃及網路行銷之工作，創立PChome Online網路家庭、城邦文化、明日報等企業。

## 家庭
詹宏志妻子為台灣知名美食作家王宣一，兩人2015年同遊義大利時，妻子意外因心臟病過世。另外，兩人育有一子，為台灣新銳服裝設計師詹朴。

## 著作
- 1981 六十九年短篇小說選 爾雅
- 1985 兩種文學心靈 皇冠
- 1986 趨勢索隱 遠流
- 1986 創意人 天下文化
- 1987 鹽鐵論：漢代財經大辯論 時報出版 2012時報出版再版
- 1988 趨勢報告：臺灣未來的50個解釋 遠流
- 1989 城市人：城市空間的感覺、符號和解釋 天下文化 1996臉譜再版[7]
- 1989 七十七年短篇小說選 爾雅
- 1989 城市觀察 遠流
- 1990 閱讀的反叛—大致與小說有關的札記 遠流
- 1996 找回智慧的心—讀書的心與方向 張老師文化
- 1997 如何使用百科全書 麥田
- 1997 閱讀的美好經驗—找回智慧的心 張老師文化
- 1998 創意人：創意思考的自我訓練 臉譜
- 1999 E時代：數位世界的99則觀察 巨思文化
- 2000 2001年文學漫遊 麥田
- 2001 揮灑快樂香水：感染12位名家的生命熱情 新自然主義
- 2002 詹宏志私房謀殺H. T. Jan’s house specialties of murder 遠流
- 2006 人生一瞬 馬可孛羅
- 2008 綠光往事In Search of Lost Time 馬可孛羅
- 2009 偵探研究A Study in Detective 馬可孛羅
- 2015 旅行與讀書Have BOOK, Will TRAVEL 新經典文化[8]
- 2022 舊日廚房

## 電影作品
- 1981 1905年的冬天Winter of 1905
- 1989 悲情城市A City of Sadness
- 1991 牯嶺街少年殺人事件A Bright Summer Day
- 1992 少年吔，安啦！ Dust of Angels
- 1993 只要為你活一天Treasure Island
- 1993 戲夢人生The Puppetmaster
- 1994 獨立時代A Confucian Confusion
- 1994 多桑A Borrowed Life
- 1995 好男好女Good Men, Good Women
- 1996 南國再見，南國Goodbye South, Goodbye

## 獎項
- 1997年獲台灣People Magazine頒發鑽石獎章
- 2016年獲得中華民國電腦學會2015年度傑出成就獎 / 電腦學會會士
- 2017年獲頒臺北電影獎首次楊士琪卓越貢獻獎，評審認為他是台灣新電影時期的實踐者[9][10][11]。

## 政治
2020年6月15日獲蔡英文總統特聘為中華民國無任所大使，任期至2021年5月19日止。

2016年12月獲蔡英文總統禮聘為中華民國總統府國策顧問。由於被指幫林秉樞家暴案中的林秉樞傳訊息給鏡週刊等媒體，2021年12月5日，詹宏志宣布辭任總統府國策顧問職務。

## 外部連結
- 詹宏志電子商務學堂的Facebook專頁
- 台灣作家作品目錄資料庫——詹宏志 （页面存档备份，存于）